# Selenophorus concinnus
Selenophorus concinnus är en skalbaggsart som beskrevs av Schaeffer. Selenophorus concinnus ingår i släktet Selenophorus och familjen jordlöpare. Inga underarter finns listade i Catalogue of Life.